# 尼崎市立明城小学校
尼崎市立明城小学校（あまがさきしりつ めいじょうしょうがっこう）は、兵庫県尼崎市南城内にある公立小学校。2020年（令和2年）現在の児童数は501名である。
夜間中学校である尼崎市立成良中学校琴城分校が、本校隣接地に移転する形で併設されている。

## 沿革
- 2004年（平成16年）4月1日 - 尼崎市立開明小学校と尼崎市立城内小学校を統合し、尼崎市立明城小学校開校。城内小の校地を使用。
- 2004年（平成16年）7月20日 - 文部科学省指定「帰国・外国人児童生徒と共に進める教育の国際化推進地域センター校」指定。
- 2024年秋ごろシンボルだったフェニックスの木と校舎の裏側にあったポプラの木を伐採
- 毎年10月20日頃に体育大会を開催
- 校舎の目の前に国道43号線がある
- 6年生になると地区バスケットボール大会に出場する

## 通学区域
- 大物町1丁目（4番12～31号、5～19番）、2丁目、東大物町1丁目（2～8番）、2丁目、西大物町、北城内、南城内、東本町1～4丁目、東松島町、西松島町、築地1～5丁目、東初島町、北初島町、南初島町、昭和通1丁目（1～9番）、2丁目（1～6番）、3丁目、4丁目（126～137番地）、御園町、開明町1～3丁目、東桜木町、西桜木町、西本町1～6丁目、西本町北通3～5丁目、中在家町1～4丁目、東向島東之町、東向島西之町、西向島町1番地、東高洲町、大高洲町、東海岸町、西海岸町、昭和南通3丁目、4丁目（27～39、59～68番地）、神田北通1～2丁目、神田中通1～2丁目、西御園町、寺町、汐町[2]

全域が尼崎市立成良中学校の通学区域である。

## 通学区域が隣接している学校
- 尼崎市立わかば西小学校
- 尼崎市立竹谷小学校
- 尼崎市立難波小学校
- 尼崎市立金楽寺小学校
- 尼崎市立浦風小学校
- 大阪府大阪市立佃西小学校
- 大阪府大阪市立川北小学校